# Sex i rymden

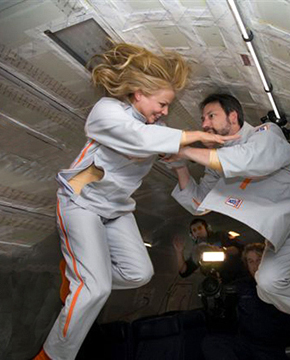
Testet med 2suit-dräkten i mikrogravitationen på The Universe-serien Sex in Space den 13 september 2008.

Sex i rymden anspelar på människans sexuella aktiviteter i rymdens tyngdlöshet. De flesta aktiviteter är svåra att utföra på grund av Newtons tredje lag. Om paret förblir förbundna med varandra kommer deras rörelser att motverkas enligt lagen. Följaktligen kommer deras verkan inte att ändra deras hastighet om de inte påverkas av ett annat, obundet objekt. Vissa svårigheter kan uppstå på grund av att de driver in i andra föremål. Det kan uppstå kollisioner om paret har en kombinerad hastighet relativt till andra objekt. Befruktning och graviditet i miljöer utanför jorden skulle också kunna vara ett stort problem.
Eftersom NASA sedan 2009 har planerat långsiktiga uppdrag för etablerandet av bosättningar på månen med mål att utforska och kolonisera rymden, har ämnet tagit en respekterad plats i biovetenskapen. År 2006 drog den engelska teoretiska fysikern Stephen Hawking offentligt slutsatsen att den eventuella mänskliga överlevnaden i sig kommer att bero på hur framgångsrikt människan klarar sig i de extrema förhållandena i rymden.

## Fysiologiska problem
Många fysiologiska förändringar har noterats under rymdfärder, varav många kan påverka sexuella aktiviteter och fortplantningen. Sådana effekter skulle vara ett resultat av faktorer som inkluderar tyngdkraftsförändringar, strålning, buller, vibrationer, isolering, störda dygnsrytmer, stress eller en kombination av dessa faktorer.

### Gravitation och mikrogravitation
Det huvudsakliga problemet vid fortplantningen i rymden anses vara bristen på gravitationsaccelerationen. Livet på jorden, och därmed alla de reproduktiva och ontogenesiska processerna, det vill säga äggets utveckling till människa, för alla existerande arter och deras förfäder, utvecklades under en konstant påverkan av jordens gravitationsfält med 1g. Det är viktigt att studera hur rymdmiljön påverkar de mest kritiska faserna i däggdjurens utvecklingen och fortplantningen samt händelser kring befruktning, embryoutvecklingen, graviditeten, födseln, mognaden efter födseln och föräldraomsorgen. Gravitationen påverkar alla aspekter kring ryggradsutvecklingen, inklusive cellstruktur och funktion, utvecklingen av organsystem och till och med beteenden. Eftersom gravitationen reglerar däggdjurs genuttryck har det betydande konsekvenser för hur framgångsrik fortplantningen har i en utomjordisk miljö.
Studier kring däggdjurens fortplantning i mikrogravitation inkluderar experiment med råttor. Även om fostret utvecklats ordentligt när det utsattes för normal tyngdkraft, saknade råttorna som var uppvuxna i mikrogravitationen förmågan att rätta till sig själva. En annan studie undersökte befruktningen av musembryon i mikrogravitationen. Även om båda grupperna resulterade i friska möss när de hade implanterats vid normal tyngdkraft, konstaterade författarna att befruktningsgraden var lägre för de embryon som befruktades i mikrogravitationen än för dem med normal tyngdkraft. Fram till år 2006 hade inga möss eller råttor utvecklats under mikrogravitation under hela utvecklingscykeln.

### 2Suit-dräkten
2Suit-dräkten (alternativt 2-Suit eller twosuit; ungefär "dräkten för två") är ett plagg som är utformat för att kunna ha sex med normal ansträngning i viktlösa miljöer som yttre rymden eller på planeter med låg gravitation. Detta plagg, som uppfunnits av den amerikanska romanförfattaren Vanna Bonta, var ett av ämnena i Sex in Space om de biologiska och emotionella konsekvenserna av mänsklig migration och fortplantning bortom jorden. Dräkten väckte internationella diskussioner i nyheter och politiska debatter som en metafor för den mänskliga koloniseringen av rymden.

## I populärkulturen
Idén om sex i rymden förekommer ofta i science fiction. Arthur C. Clarke hävdade att han var först med detta i sin roman Möte med Rama (1973). Filmer som inkluderar sex i rymden är bland annat Moonraker, Bilskolan - nu lurar vi snuten, Supernova och Cube 2: Hypercube. I romaniseringen av Alien berättar Parker om ett misslyckat "tyngdlöshetssex" för Brett. Svårigheterna som mikrogravitationen medför för mänsklig intimitet diskuterades också i ett anonymt fiktivt "NASA-dokument", där användningen av ett elastiskt bälte och en uppblåsbar tunnel föreslogs som lösningar på dessa problem.

### Allmänna källor
- Freitas Jr., Robert (April 1983). ”Sex in Space”. Sexology Today (48):  sid. 58–64. http://www.rfreitas.com/Astro/SexxxInSpace.htm.
- Levin, RJ (Augusti 1989). ”Effects of space travel on sexuality and the human reproductive system”. Journal of the British Interplanetary Society 42 (7):  sid. 378–82. PMID 11540233.